# Michele Carulli
Michele Carulli (Gravina in Puglia, 1958) è un clarinettista e direttore d'orchestra italiano.

## Biografia
Nato a Gravina in Puglia nel 1958, ha studiato clarinetto al Conservatorio E.R. Duni di Matera.
Nel 1976 a seguito del Diploma conseguito "cum laude", il direttore Raffaele Gervasio lo nomina Professore dello strumento presso lo stesso Istituto.
Contemporaneamente sotto la guida del Maestro Gervasio aveva iniziato gli studi di composizione finalizzati alla Direzione d'Orchestra.
Ha seguito i corsi di perfezionamento presso "L'Accademia Musicale Chigiana" di Siena, con il M° Giuseppe Garbarino che termina nel 1978 con il "Diploma d'Onore" (massimo riconoscimento).
Negli anni 1978-1979 si aggiudica 3 premi internazionali (Valentino Bucchi, Città di Ancona e Giovan Battista Viotti) che lo proiettano in una carriera solistica internazionale.
Trasferitosi a Milano per proseguire gli studi di composizione e direzione d'Orchestra presso il Conservatorio  G.Verdi, studia con i Maestri Castaldi (Pianoforte), Lorenzini (composizione) e Taschera (Direzione d'orchestra).
Nel 1979 su proposta di Claudio Abbado entra nell'orchestra del "Teatro alla Scala" di Milano.
Nel 1983 si trasferisce a Torino dove entra a far parte dell'Orchestra Sinfonica della RAI come "clarinetto solista". Prosegue intanto anche gli studi di Direzione d'Orchestra ed ottiene il "diploma di perfezionamento superiore" dell'Accademia Musicale Pescarese nel 1991 (Docente Donato Renzetti).
Nello stesso anno è invitato ai prestigiosi corsi di perfezionamento di Tanglewood su invito della Boston Symphony Orchestra, ed ottiene un piazzamento al concorso internazionale di direzione d'orchestra di Berlino. Ancora nello stesso anno avviene il debutto come direttore nella stagione dell'Orchestra sinfonica di Budapest nell'omonima città.
Segue la sua orma "triplice" attività di solista del suo strumento, direttore d'orchestra nonché di docente presso il Conservatorio di Milano. 
Negli anni 1996 - 1998 diviene "Direttore Assistente" dell'Orchestra Sinfonica di Torino, nel frattempo divenuta Orchestra Sinfonica Nazionale della RAI.
In quella funzione collabora con Direttori quali, tra gli altri, Carlo Maria Giulini, Lorin Maazel, Giuseppe Sinopoli e vi dirige numerosi concerti e riprese radio-televisive. Di Giuseppe Sinopoli diventa "assistente personale", funzione che lo porta a co-preparare concerti e produzioni operistiche presso i Teatri "San Carlo" di Napoli, "Comunale" di Firenze, "la Scala" di Milano, La "Semperoper" di Dresda e la Staatsoper di Vienna.
Il 1998 è l'anno della scelta: con la nomina a "Direttore Associato"al teatro dell'Opera di Roma interrompe l'attività strumentale per dedicarsi pienamente all'attività direttoriale.

## Carriera
Intraprende così una carriera internazionale che lo porta a dirigere in Europa, Stati Uniti, Giappone.
Tra i complessi diretti si annoverano, tra gli altri, la Boston Symphony, la Spokane Symphony, la Tokyo Philharmonic, la Nagoya Philharmonic, l'Ensemble Kanazawa, la Seoul National Symphony, le orchestre del "San Carlo", della "Fenice", l'Orchestra regionale Toscana, la Sinfonica Siciliana, l'Orchestra di Padova e del Veneto, le Orchestre della radio di Monaco, Saarbrücken e Francoforte, la Staatskapelle Weimar, la "Bernen Symphonie Orchester", la "Staatsorchester" di Praga.

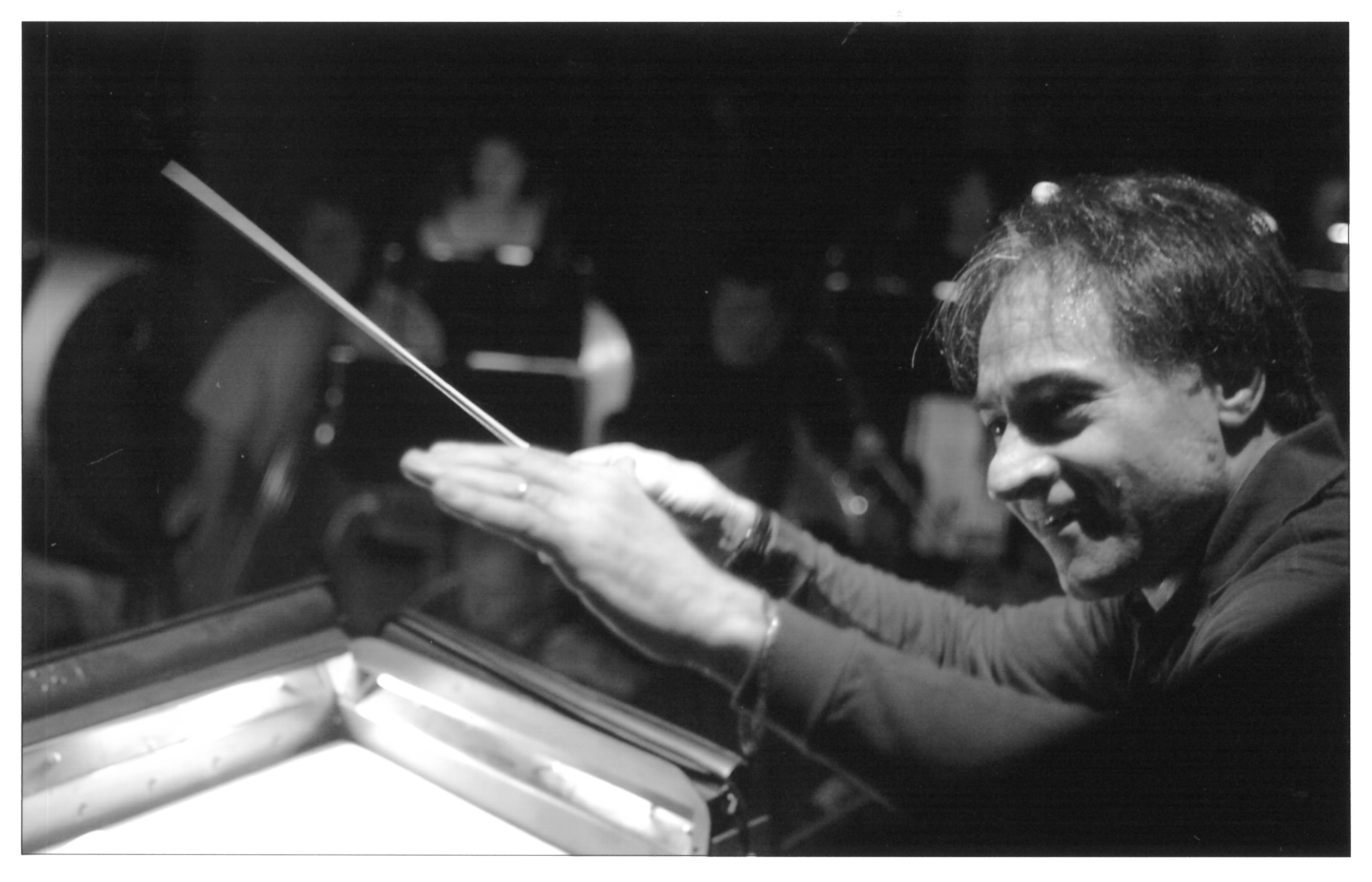
Michele Carulli dirige

Amplissimo in Carulli oltre al repertorio sinfonico anche quello operistico: una cinquantina i titoli diretti da Mozart a Strawinsky, passando per Rossini, Weber, Verdi, Tchaikowsky, Wagner, Puccini, Strauss, Janacek.
Oltre all'attività di Direttore "ospite" Michele Carulli ha anche assunto posizioni di impegno "stabile": è stato così 1° Direttore allo Staatstheather di Saarbrücken (2002-2005), "Generalmusikdirektor" al Sachsisches Landesbühnen di Dresda (2006-2013) " direttore principale ospite" dell'Orchestra di T. Shipa di Lecce (2013-2015) Direttore Artistico dell'Orchestra Sinfonica "Wilde-Gungl" di Monaco di Baviera (Compagine orchestrale che annovera tra i suoi direttori del passato anche Richard Strauss).
Negli anni più recenti ha anche ripreso l'attività con il suo strumento nella funzione solistica ed in progetti cameristici. 
Numerose le sue registrazioni discografiche che lo configurano sia come clarinettista che come direttore. Tra l'altro l'incisione integrale dei concerti per pianoforte ed orchestra di Gian Francesco Malipiero ha ottenuto nel 2006 il riconoscimento del "Diapason d'or" a Parigi.